# Closer Economic Relations
Closer Economic Relations (CER; deutsch etwa Engere wirtschaftliche Beziehungen) ist die Bezeichnung für ein 1983 geschlossenes Freihandelsabkommen zwischen Australien und Neuseeland. Die vollständige Bezeichnung lautet Australia New Zealand Closer Economic Relations Trade Agreement (ANZCERTA). Auch im offiziellen Sprachgebrauch hat sich jedoch die Kurzbezeichnung durchgesetzt. Das ursprüngliche Abkommen wurde später durch mehrere Zusatzprotokolle ergänzt. Von wenigen Ausnahmen abgesehen, sind durch die CER-Abkommen alle Beschränkungen im Verkehr von Waren und Dienstleistungen sowie im Arbeitsmarkt zwischen Australien und Neuseeland aufgehoben worden.

## Geschichte
CER ist der Nachfolger des am 31. August 1965 unterzeichneten und seit dem 1. Januar 1966 zwischen Australien und Neuseeland gültigen Freihandelsabkommens New Zealand Australia Free Trade Agreement, das im Allgemeinen als zu bürokratisch angesehen wurde. Insbesondere die Vorgehensweise, umfangreiche Produktlisten jeweils einzeln für die Teilnahme am Freihandel zu nominieren, galt als zu kompliziert und war ein wesentlicher Grund für den Beginn der Verhandlungen zu einem neuen Abkommen, bekanntgegeben im Rahmen einer gemeinsamen Erklärung der Premierminister beider Länder im März 1980. Das Grundprinzip von CER ist dabei im Wesentlichen die Umkehrung des bisherigen Ablaufes: in CER unterliegen alle Produkte und Dienstleistungen dem Freihandel, für die dies nicht ausdrücklich ausgeschlossen wird.
Das ursprüngliche CER-Abkommen wurde am 28. März 1983 durch die damaligen Premierminister Australiens und Neuseelands, Malcolm Fraser und Robert Muldoon, unterzeichnet. Wesentliche Teile waren jedoch durch ein am 14. Dezember 1982 abgeschlossenes Vorabkommen (engl. Heads of Agreement) bereits am 1. Januar 1983 in Kraft getreten. Das Protocol on Trade in Services von 1988 hob, beginnend mit dem 1. Januar 1989, von wenigen Ausnahmen abgesehen alle Beschränkungen beim Transfer von Dienstleistungen zwischen beiden Ländern auf. Das ebenfalls 1988 abgeschlossene Protocol on Harmonisation of Quarantine Administrative Procedures vereinheitlichte die Quarantäne-Bestimmungen zwischen beiden Ländern und vereinfachte damit für bestimmte Warengruppen den Handel. Mit dem Protocol on the Acceleration of Free Trade in Goods wurden schließlich vom 1. Juli 1990 an beim Warenhandel alle Zölle und Mengenbeschränkungen zwischen beiden Ländern aufgehoben.
Durch ein 1995 abgeschlossenes Abkommen, das Agreement on Joint Food Standards, wurden gemeinsame Standards im Bereich der Herstellung und des Vertriebs von Lebensmitteln vereinbart und mit der Food Standards Australia and New Zealand (FSANZ) eine gemeinsame Lebensmittelbehörde geschaffen. Das im Juli 1996 abgeschlossene und am 1. Mai 1998 in Kraft getretene Trans-Tasman Mutual Recognition Arrangement regelt die gegenseitige Anerkennung von Produktzulassungen sowie Berufsabschlüssen und -zulassungen. Am 20. Dezember 2002 trat darüber hinaus ein gemeinsamer Lebensmittelkodex in Kraft. Ebenfalls im Jahr 2002 wurde das Open Skies Agreement abgeschlossen, welches die Schaffung eines einheitlichen Luftraums über beiden Ländern vorsieht.

## Wesentliche Bestimmungen
Für den Handel mit Produkten zwischen beiden Ländern sind grundsätzlich alle Beschränkungen aufgehoben. Dies schließt mit ein, dass ein Produkt, das in einem der beiden Länder legal in den Handel gebracht werden darf, auch im jeweils anderen Land verkauft werden kann. Maßnahmen gegen Preisdumping und Subventionen für Produkte im Handel zwischen den beiden Ländern sind verboten.
In Australien oder Neuseeland ansässige Dienstleistungsunternehmen können ihre Dienste ohne Einschränkungen in beiden Ländern anbieten. Eine Negativliste regelt hierzu Ausnahmen. Derzeit betrifft dies die Bereiche Luftverkehr und Küstenschifffahrt auf Seiten von Neuseeland und Luftverkehr, Rundfunk und Fernsehen, Versicherungswesen, Postdienstleistungen und Küstenschifffahrt auf Seiten von Australien.
Regelungen zu einem freien Arbeitsmarkt, zusammengefasst unter der Bezeichnung Trans-Tasman Travel Arrangement, erlauben den Einwohnern beider Länder, ohne Einschränkungen in das jeweils andere Land zu reisen, sich dort unbefristet niederzulassen und eine Arbeit aufzunehmen. Abgesichert wird dies durch entsprechende Abkommen zur Kranken- und Sozialversicherung. Von Ausnahmen in wenigen Bereichen wie beispielsweise dem Gesundheitswesen abgesehen erkennen beide Länder die Berufsabschlüsse und -zulassungen des anderen Vertragspartners an.
Beide Vertragspartner haben sich verpflichtet, die Bereiche Unternehmensbesteuerung, Wettbewerbsrecht, Versicherungswesen, Übernahmerecht, Verbraucherschutz, Insolvenzrecht sowie Patent- und Markenwesen zu harmonisieren und noch verbleibende Ausnahmen und Beschränkungen so weit wie möglich abzubauen.

## Folgen
Der durch CER entstandene Markt umfasst etwa 25 Millionen Menschen. Der Anteil der Exporte Neuseelands, die nach Australien erfolgen, ist von 14 Prozent im Jahr 1983 auf 20,5 Prozent im Jahr 2004 gestiegen. Umgekehrt war Neuseeland 2003 mit einem Anteil von 6,6 Prozent der australischen Exporte der fünftwichtigste Außenhandelspartner Australiens. Der Handel zwischen beiden Ländern ist seit 1990 jährlich um durchschnittlich neun bis zehn Prozent gewachsen, ein Anstieg, der konsistent über der Wachstumsrate des allgemeinen Außenhandels beider Länder lag. Australien ist heute der wichtigste Auslandsinvestor Neuseelands, umgekehrt liegt Neuseeland an neunter Stelle bei Auslandsinvestitionen in Australien.